# Barsinella desetta
Barsinella desetta är en fjärilsart som beskrevs av Dyar 1914. Barsinella desetta ingår i släktet Barsinella och familjen björnspinnare. Inga underarter finns listade i Catalogue of Life.